# Philip Seymour Hoffman
Philip Seymour Hoffman (Fairport, 23 de julho de 1967 — Nova Iorque, 2 de fevereiro de 2014) foi um ator e diretor teatral norte-americano. Iniciou sua carreira na televisão, em 1991, e no ano seguinte começou a aparecer no cinema. Gradualmente conquistou reconhecimento por seu trabalho como ator coadjuvante em diversos filmes célebres, como Scent of a Woman, de 1992, Twister, de 1996, Boogie Nights, de 1997, Happiness e The Big Lebowski (br: O Grande Lebowski), de 1998, Magnolia e The Talented Mr. Ripley de 1999, Almost Famous (br: Quase Famosos), de 2000, 25th Hour e Punch-Drunk Love, de 2002, e Cold Mountain, de 2003.
Em 2005 Hoffman interpretou o papel-título no filme biográfico Capote, de 2005, pelo qual ele conquistou diversos prêmios, incluindo um Oscar de melhor ator. Foi indicado por outras três vezes ao Oscar de melhor ator coadjuvante pelo seu trabalho em Charlie Wilson's War, de 2007, Doubt, de 2008 e The Master, de 2012. Entre os outros filmes elogiados pela crítica nos quais atuou estão Before the Devil Knows You're Dead e The Savages, de 2007. Em 2010 fez sua estreia como diretor de cinema com Jack Goes Boating.
Hoffman também é um premiado ator e diretor teatral. Passou a fazer parte da LAByrinth Theater Company em 1995, e desde então dirigiu e atuou em diversas produções Off-Broadway. Suas atuações em duas peças da Broadway lhe renderam duas indicações ao Prêmio Tony; uma de melhor ator, em True West (2000), e outra de melhor ator coadjuvante em Long Day's Journey into Night (2003).
Philip Seymour Hoffman conseguiu o papel de Plutarch Heavensbee nas adaptações cinematográficas de Em Chamas (2013), A Esperança parte 1 (2014) e A Esperança parte 2 (2015), da saga Jogos Vorazes de Suzanne Collins.

## Vida pessoal
Era filho de Marilyn Hoffman Coonor e Gordon Hoffman. Tinha três irmãos: de Gordy, Emily e Jill Hoffman.
Hoffman vivia em Manhattan, Nova Iorque com sua namorada, a estilista Mimi O'Donnell, que conheceu na peça In Arabia We'd All Be Kings, de 1999, dirigida por Hoffman. Tiveram um filho, Cooper Alexander, nascido em março de 2003, e duas filhas, Tallulah, nascida em novembro de 2006, e Willa, nascida em outubro de 2008.

### Morte
No dia 2 de fevereiro de 2014, enquanto estava em fase de gravação de dois filmes (um deles sendo a continuação da série “Jogos Vorazes” — The Hunger Games), foi encontrado morto, no banheiro de seu apartamento em Manhattan, com uma agulha inserida em um de seus braços.
Hoffman morreu devido ao consumo excessivo de heroína, cocaína, anfetaminas e tranquilizantes, informou o departamento de medicina legal nova-iorquino.

## Carreira
| Ano  | Título                                 | Papel                       | Notas |
| ---- | -------------------------------------- | --------------------------- | --- |
| 1991 | Law & Order                            | Steven Hanauer              | televisão Episódio: The Violence of Summer |
| 1991 | Triple Bogey on a Par Five Hole        | Klutch                      | |
| 1992 | Szuler                                 |                             | |
| 1992 | My New Gun                             | Chris                       | |
| 1992 | Leap of Faith                          | Matt                        | |
| 1992 | Scent of a Woman                       | George Willis, Jr.          | |
| 1993 | Joey Breaker                           | Wiley McCall                | |
| 1993 | My Boyfriend's Back                    | Chuck Bronski               | |
| 1993 | Money for Nothing                      | Cochran                     | |
| 1994 | The Getaway                            | Frank Hansen                | |
| 1994 | The Yearling                           | Buck                        | televisão |
| 1994 | When a Man Loves a Woman               | Gary                        | |
| 1994 | Nobody's Fool                          | Policial Raymer             | |
| 1995 | The Fifteen Minute Hamlet              | Bernardo, Horatio & Laertes | |
| 1996 | Hard Eight                             | Jovem jogador               | |
| 1996 | Twister                                | Dustin "Dusty" Davis        | |
| 1997 | Boogie Nights                          | Scotty J.                   | Indicado – Prêmio do Screen Actors Guild por melhor performance de elenco em filme |
| 1997 | Liberty! The American Revolution       | Joseph Plumb Martin         | |
| 1998 | Culture                                | Bill                        | |
| 1998 | Montana                                | Duncan                      | |
| 1998 | Next Stop Wonderland                   | Sean                        | Indicado – Chlotrudis Award de melhor ator coadjuvante |
| 1998 | The Big Lebowski                       | Brandt                      | |
| 1998 | Happiness                              | Allen                       | Prêmio do National Board of Review de melhor elenco Independent Spirit Award de melhor ator coadjuvante Indicado – Chlotrudis Award de melhor ator coadjuvante |
| 1998 | Patch Adams                            | Mitch Roman                 | |
| 1999 | Flawless                               | Rusty Zimmerman             | Satellite Award de melhor ator em filme musical ou comédia Indicado – prêmio do Screen Actors Guild de melhor performance de ator em papel principal |
| 1999 | Magnolia                               | Phil Parma                  | Chlotrudis Award de melhor ator coadjuvante Prêmio do National Board of Review de melhor elenco Prêmio do National Board of Review de melhor ator coadjuvante Indicado – prêmio do Screen Actors Guild de performance destacada de um elenco em longa-metragem |
| 1999 | The Talented Mr. Ripley                | Freddie Miles               | Chlotrudis Award de melhor ator coadjuvante Prêmio do National Board of Review de melhor ator coadjuvante |
| 2000 | Titanic 2000                           | Ele próprio                 | |
| 2000 | State and Main                         | Joseph Turner White         | Prêmio do National Board of Review de melhor elenco |
| 2000 | Almost Famous                          | Lester Bangs                | Indicado – Satellite Award de melhor ator coadjuvante em filme Indicado – Prêmio do Screen Actors Guild de performance de destaque de um elenco em longa-metragem |
| 2002 | Love Liza                              | Wilson Joel                 | |
| 2002 | Punch-Drunk Love                       | Dean Trumbell               | Indicado – Satellite Award de melhor ator coadjuvante em longa-metragem |
| 2002 | Red Dragon                             | Freddy Lounds               | |
| 2002 | 25th Hour                              | Jacob Elinsky               | |
| 2003 | Owning Mahowny                         | Dan Mahowny                 | Chlotrudis Award de melhor ator Indicado – Genie Award de melhor performance de ator em papel principal |
| 2003 | Cold Mountain                          | Reverendo Veasey            | |
| 2004 | Along Came Polly                       | Sandy Lyle                  | |
| 2005 | Strangers with Candy                   | Henry                       | |
| 2005 | Empire Falls                           | Charlie Mayne               | Minissérie para a televisão Indicado – Prêmio Emmy do Primetime de ator coadjuvante de destaque em minissérie ou filme |
| 2005 | Capote                                 | Truman Capote               | Oscar de melhor atorGlobo de Ouro de melhor ator em filme - drama Prêmio BAFTA de melhor ator em papel principal Chlotrudis Award de melhor ator Independent Spirit Award de melhor ator principal Prêmio do National Board of Review de melhor ator Prêmio da National Society of Film Critics de melhor ator Satellite Award de melhor ator em longa-metragem Prêmio do Screen Actors Guild de melhor ator principal em longa-metragem Indicado – prêmio do Screen Actors Guild de performance de destaque de elenco em longa-metragem |
| 2006 | Mission: Impossible III                | Owen Davian                 | Indicado – Saturn Award de melhor ator coadjuvante |
| 2007 | Before the Devil Knows You're Dead     | Andy Hanson                 | Indicado – Chlotrudis Award de melhor ator |
| 2007 | The Savages                            | Jon Savage                  | Central Ohio Film Critics Association Award for Actor of the Year Jury Award for Best Actor at the Ft. Lauderdale International Film Festival Independent Spirit Award for Best Male Lead Sant Jordi Award for Best Foreign Actor (Mejor Actor Extranjero) Golden Globe Award for Best Actor - Motion Picture Musical or Comedy Nominated – Gotham Award for Best Ensemble Cast |
| 2007 | Charlie Wilson's War                   | Gust Avrakotos              | Indicado – Oscar de melhor ator coadjuvante Indicado – Prêmio BAFTA de melhor ator coadjuvante Indicado – Globo de Ouro de melhor ator coadjuvante |
| 2008 | Synecdoche, New York                   | Caden Cotard                | Gotham Award de melhor elenco Robert Altman Award |
| 2008 | Doubt                                  | Padre Brendan Flynn         | Indicado – Oscar de melhor ator coadjuvante Indicado – Prêmio BAFTA de melhor ator coadjuvante Indicado – Globo de Ouro de melhor ator coadjuvante Indicado – Satellite Award de melhor ator coadjuvante Indicado – prêmio do Screen Actors Guild de melhor ator coadjuvante Indicado – prêmio do Screen Actors Guild Award de performance de destaque de elenco em longa-metragem |
| 2009 | Mary and Max                           | Max Jerry Horovitz          | voz apenas |
| 2009 | The Boat That Rocked (Pirate Radio)    | O Conde (The Count)         | |
| 2009 | The Invention of Lying                 | Bartender                   | |
| 2010 | Jack Goes Boating                      | Jack                        | Diretor/produtor executivo Comedy Film Award de melhor ator |
| 2011 | Moneyball                              | Art Howe                    | |
| 2012 | The Ides of March                      | Paul Zara                   | |
| 2012 | The Master                             | The Master/Lancaster Dodd   | |
| 2012 | A Late Quartet                         | Robert Gelbart              | |
| 2013 | The Hunger Games - Catching Fire       | Plutarch Heavensbee         | |
| 2014 | The Hunger Games - Mockingjay - Part 1 | Plutarch Heavensbee         | |
| 2014 | A Most Wanted Man                      | Günther Bachmann            | |
| 2015 | The Hunger Games: Mockingjay - Part 2  | Plutarch Heavensbee         | |